# Ebisu Muscats
Ebisu Muscats (恵比寿マスカッツ Ebisu Masukattsu) è il nome di una serie di gruppi J-pop composti principalmente da gravure idol giapponesi e AV idol, sotto l'etichetta Pony Canyon. Il gruppo originale è stato fondato nel 2008 come parte del programma televisivo della TV Tokyo Onegai! Muscat (おねがい マスカット), trasmesso per la prima volta nell'aprile 2008. Il loro primo singolo Banana Mango High School, pubblicato nel 2010, ha raggiunto il numero 8 nelle classifiche delle vendite dei singoli di Oricon. Hanno fatto il loro primo spettacolo dal vivo nel luglio 2010 a Shibuya, Tokyo.
Il gruppo non ha avuto un elenco permanente di membri, infatti con il passare del tempo ci sono stati vari cambiamenti. Nella metà del 2012 c'erano 29 membri attivi e 45 ritirati. A quel tempo il gruppo era guidato dall'AV Idol Yuma Asami, nel gruppo fin dall'inizio. Il gruppo si sciolse e tenne il suo ultimo concerto il 7 aprile 2013 dopo un tour di addio. Yuma Asami partecipò al concerto d'addio nonostante avesse subito un intervento chirurgico importante.
Un gruppo successivo chiamato "Ebisu★Muscats" è stato formato nel settembre 2015 debuttando con il singolo Tokyo Sexy Night, riprendendo l'input del gruppo originale, essendo formato anch'esso da gravure idol e AV Idol. Diverse volte le nuove ragazze hanno avuto la possibilità di interagire con le "vecchie" componenti, sia nello spettacolo televisivo su TV Tokyo che negli spettacoli dal vivo. 
Anche questo nuovo gruppo ha dovuto affrontare una serie di cambiamenti dei membri passando dall'iniziale numero di 33 unità fino ad arrivare alla formazione attuale di 25 membri.
Nell'episodio del 14 ottobre 2017 venne annunciato che il nome del gruppo sarebbe stato cambiato in Ebisu Muscats 1.5, sempre in quello stesso episodio si unirono al programma tre delle precedenti Ebisu Muscats: Rio, Sora Aoi e Yuma Asami.
Sempre a ottobre le Ebisu Muscats 1.5 hanno iniziato una trasmissione a cadenza settimanale su AbemaTV, una rete di canali che va in onda su internet.
A inizio dicembre 2017 venne annunciato che il programma televisivo sarebbe terminato il 27 dello stesso mese in quanto cancellato dal palinsesto. Due giorni dopo, il 29 dicembre, si è svolto lo spettacolo dal vivo Ebisu Muscats Love Hotel Street al teatro TSUTAYA O-EAST di Tokyo. Durante questo live è stato eseguito per la prima volta il nuovo singolo del gruppo Tagatame (たがため).

## Ebisu Muscats (2008-2013)

### Membri

#### Formazione Finale
- Aino Kishi - terza leader delle Ebisu Muscats
- Yuma Asami - seconda leader delle Ebisu Muscats
- Akiho Yoshizawa
- Rio (Tina Yuzuki)
- Sora Aoi - prima leader delle Ebisu Muscats
- Shou Nishino
- Minori Hatsune
- Jessica Kizaki
- Aika Ando
- Asami Ogawa
- Rin Sakuragi
- Rina Rukawa
- Kaho Kasumi
- Ayako Yamanaka
- Nanako Kadama
- Ena Kawamura
- Manami Yamaguchi
- Airi Nagasaku
- Haruka Ogura
- Ai Sayama
- Mui Kuriyama
- Yuri Satomi
- Saemi Shinohara
- Yui
- Yuri Oshikawa
- Hana Haruna
- Anna Anjo
- Rika Kawamura
- Rion Sakamoto
- Airi Kijima

## Ebisu Muscats 1.5 (2015 - In Attività)

### Membri

#### Formazione Attuale
- Kirara Asuka - Quarta e Quinta leader delle Ebisu Muscats (il conteggio delle leader è continuato dal primo gruppo)
- Akino Fujiwara
- Hanami Natsume
- Iori Kogawa
- Kana Momonogi
- Mai Ishioka
- Marina Shiraishi
- Masami Ichikawa
- Miharu Usa
- Mihiro - Faceva parte delle prime Ebisu Muscats, ma lasciò il gruppo prima dello scioglimento. Rientra a far parte delle Ebisu Muscats 1.5 nell'episodio del 14 ottobre 2017
- Minami Kojima
- Mirei Kurosawa
- Misaki Tamori
- Nanami Kawakami
- Riku Minato
- Rin Matsuoka
- Sae Kanzaki
- Shina Tatsumi
- Shiori Kamisaki
- Su-bu (Miku Ono)
- Tsukasa Aoi
- Ui Mita
- Yua Mikami
- Yuki "Gessu" Yoshizawa
- Yumekana